# Ree Heights
Ree Heights é uma cidade localizada no estado norte-americano de Dakota do Sul, no Condado de Hand.

## Demografia
Segundo o censo norte-americano de 2000, a sua população era de 85 habitantes.
Em 2006, foi estimada uma população de 76, um decréscimo de 9 (-10.6%).

## Geografia
De acordo com o United States Census Bureau tem uma área de
0,8 km², dos quais 0,8 km² cobertos por terra e 0,0 km² cobertos por água. Ree Heights localiza-se a aproximadamente 528 m acima do nível do mar.

## Localidades na vizinhança
O diagrama seguinte representa as localidades num raio de 40 km ao redor de Ree Heights.